# Guben
Guben (in 1961-1990 officieel Wilhelm-Pieck-Stadt Guben ; Pools: Gubin) is een gemeente in de Duitse deelstaat Brandenburg, gelegen in de Landkreis Spree-Neiße. De stad telt 16.656 inwoners en is een mittlere kreisangehörige Stadt binnen de Landkreis. Naburige steden zijn onder andere Döbern, Drebkau en Forst (Lausitz).
Guben is een gedeelde stad. Na de Tweede Wereldoorlog werd het oostelijke gedeelte van de stad aan de rechteroever van de Neisse aan Polen toegewezen en draagt dit de naam Gubin. Het oude stadscentrum ligt in het Poolse gedeelte.

## Geboren
- Johann Crüger (1598-1662), componist van kerkliederen
- Gottfried Kirch (1639-1710), astronoom, kalender-, telescopen- en instrumentenmaker, directeur Sterrenwacht Berlijn
- Johann Samuel Schroeter (1753-1788), pianist en componist
- Wilhelm Pieck (1876-1960), politicus
- Ludwig von Reuter (1869-1943), admiraal
- Lothar Thoms (1956-2017), wielrenner
- Angela Hennig (1981), wielrenster
- Ska Keller (1981), politicus Europese Groene Partij